# Репче (Требнє)
Репче (словен. Repče) — поселення в общині Требнє, регіон Південно-Східна Словенія, Словенія.